# Luchthaven Thanh Hóa
Luchthaven Thanh Hoa (Vietnamees: Sân bay Thanh Hóa), ook bekend als Tho Xuan, is een luchthaven ten zuiden van Quang Xuong (Thanh Hóa (provincie), Vietnam). In 1968 werd het vliegveld geopend als militaire luchthaven Sao Vàng (Vietnamees: Sân bay Sao Vàng). De eerste civiele vlucht vanuit Saigon vond plaats op 1 januari 2013.
De eerdere plannen van de provinciale overheid om een nieuwe luchthaven te bouwen, werden in 2011 door de regering niet gehonoreerd. In plaats daarvan zou het bestaande militaire vliegveld Sao Vàng opengesteld moeten worden voor de burgerluchtvaart.